# Kondenzacija
Kondenzácija ali utekočínjanje (oziroma pravilneje ukapljevínjanje) je fazni prehod, pri katerem snov preide iz plinastega v kapljevinsko agregatno stanje. Kondenzacija poteka pri temperaturi vrelišča, ki je odvisna od tlaka. Ob kondenzaciji plin odda izparilno toploto. Obratni fazni prehod je izparevanje (evaporacija).
V kemiji pomeni kondenzacija kemijsko reakcijo, v okviru katere se dve spojini (reagenta) povežeta v novo spojino (produkt kemijske reakcije), pri čemer izstopi manjša molekula. Zgled kondenzacije je tvorba amida iz amina in karboksilne kisline, pri čemer izstopi voda.